# Cátedra Avenzoar
La Cátedra Avenzoar se creó a través de un Acuerdo de colaboración y patrocinio entre la Universidad de Sevilla y la Fundación Farmacéutica Avenzoar, que fue firmado el 8 de julio de 2010.

## Historia
Las cátedras Universidad – Empresa tienen por objeto promover actividades docentes y de investigación interdisciplinar con el fin de estudiar la realidad, los problemas y las perspectivas del tema en que se centra la creación de la cátedra. Asimismo, son instrumentos para establecer y formalizar lo que suele ser una extensa relación entre los grupos de investigación y las empresas e instituciones que las patrocinan. Por otra parte, contribuyen a la formación de futuros profesionales en las áreas de trabajo e investigación de interés de la cátedra. La estructura de las cátedras está formada por el director, que es el responsable de la misma, y la 
Comisión Rectora formada, por regla general, por dos miembros de la empresa patrocinadora y dos miembros de la Universidad de Sevilla. Esta Comisión la preside el Rector o persona en quien delegue. La Comisión Rectora es la encargada de proponer al Rector el nombramiento del Director de la Cátedra y de aprobar el presupuesto de gastos ejecutados durante el curso anterior y el plan de actividades para el siguiente curso.
En sus inicios, la Comisión Rectora estuvo presidida por el Vicerrector de Transferencia Tecnológica, Ramón González Carvajal, y formaban parte de ella José Manuel Vega Pérez, Decano de la Facultad de Farmacia, Francisco González Lara, Vicepresidente de la Fundación Farmacéutica Avenzoar, Bernardo Murillo Taravillo, Tesorero de la Fundación, y Antonio M. Rabasco Álvarez, Catedrático de la Universidad de Sevilla, Director de la Cátedra, que actúa como Secretario de la Comisión (http://vtt.us.es/catedras/catedra.php?catedra=42 Archivado el 6 de junio de 2013 en Wayback Machine.). En la actualidad, 2017, al no existir dicho Vicerrectorado en el organigrama de la Universidad, la Comisión está presidida por el director general de Transferencia del Conocimiento, José Guadix Martín, manteniéndose igual los restantes componentes. 
El acto de presentación, que tuvo lugar el 22 de mayo de 2012, en el Salón de Actos del Real e Ilustre Colegio de Farmacéuticos de Sevilla, estuvo seguido de una Mesa Redonda en la que intervinieron, además de la presidenta del Consejo General de Colegios Oficiales de Farmacéuticos de España, Carmen Peña; el director general del Territorio Sur de Telefónica, José Rocillo, y el vicepresidente del Colegio de Farmacéuticos de Sevilla, Manuel Ojeda.
Desde el 22 de mayo de 2013, primer aniversario de su presentación oficial, cuenta con una página web: http://institucional.us.es/catedraavenzoar/
Entre las actividades de la Cátedra se encuentra la realización de diferentes Jornadas Científico-Profesionales, Cursos para postgraduados, elaboración de proyectos de investigación, etc.
Ha tenido mucho éxito la creación de una App, denominada Avenzoar Farmacia, que es un juego de preguntas y respuestas sobre las materias relacionadas con la Farmacia, útil para estudiantes, opositores y farmacéuticos en ejercicio. Cuenta ya con casi 15000 usuarios repartidos por todo el mundo. Años después, apareció Avenzoar Medicamento, con preguntas relacionadas especícamente con medicamentos. Cuenta con algo más de 14000 usuarios, repartidos por todo el mundo.